# Short S.C.1
Short S.C.1 – brytyjski eksperymentalny samolot służący do badań zachowania się samolot w warunkach pionowego startu i lądowania (VTOL).

## Historia

### Geneza
Gwałtowny rozwój śmigłowców po zakończeniu II wojny światowej, ich mobilność, podstawowe zalety w postaci zdolności do pionowego lądowania i startu oraz rozwój samolotów i napędu odrzutowego, wzrostu ich prędkości i zasięgu, zwrócił uwagę konstruktorów lotniczych z wielu krajów na idee stworzenia maszyny łączącej zalety śmigłowców i samolotów. Na pierwszym miejscu pojawiły się korzyści wojskowe jakie można by osiągnąć dysponując tego typu samolotem. W dobie zimnej wojny zachodni stratedzy zdawali sobie doskonale sprawę, że w przypadku przekształcenia jej w "gorącą" wojnę, jednymi z pierwszych celów uderzeń lotniczych i atomowych państw Układu Warszawskiego będą bazy lotnicze państw NATO. Ich wyeliminowanie, pozbawienie możliwości obsługi technicznej i logistycznej operujących z nich samolotów praktycznie uniemożliwi państwom NATO wykorzystanie własnych sił powietrznych. Samolot bojowy zdolny do operowania z lotnisk, którymi mogą być parkingi, pola, czy jakikolwiek inny dostępny kawałek gruntu, gdzie można dowieść zaopatrzenie i niezbędne urządzenia do obsługi samolotu wydawał się być idealnym rozwiązaniem. Jednym z krajów, w którym prowadzono badania nad możliwością budowy tego typu maszyn była Wielka Brytania. W Anglii dodatkowym elementem, który przyczynił się do rozwoju prac nad samolotami typu VTOL była polityka. 4 kwietnia 1957 roku, Duncan Sandys, minister obrony w rządzie Harolda Macmillana ogłosił białą księgę (Defence White Paper), raport, w którym nakreślił przyszłość lotnictwa bojowego. Prognozując, iż to pociski rakietowe będą dominującą bronią na polu walki a w związku z tym klasyczne samoloty bojowe stracą swoją rację bytu. Konsekwencje raportu był dla brytyjskiego przemysłu lotniczego katastrofalne, wstrzymano finansowanie wielu projektów. Raport uderzał również w Royal Navy podważając sens posiadania klasycznych lotniskowców aczkolwiek dopuszczał posiadanie niewielkich okrętów z pokładem lotniczym, z których mogłyby operować śmigłowce. W tych warunkach, idea posiadania samolotu bojowego posiadającego zalety śmigłowca była tym bardziej kusząca.

### Pionowy start i lądowanie
Naturalnym rozwiązaniem konstrukcyjnym w przypadku tego typu maszyn, wydaje się być umieszczenie silników pionowo, generowany przez nie ciąg, skierowany pionowo w dół powinien zapewnić odpowiednią siłę nośną dla wykonywania manewrów lądowania i startu. Niestety ówczesne silnik odrzutowe nie były przystosowane do pracy w pozycji pionowej. Mogły to robić w samolotach wykonujących krótkotrwałe loty pionowe ale dłuższa praca w takiej pozycji powodowała ich przegrzewanie, zatarcie a w konsekwencji zniszczenie. Ułożenie ich poziomo i skierowanie dyszy wylotowej w dół powodowało straty siły nośnej, jako że strumień gazów musiał załamywać się pod kątem 90°. Ówczesne silniki były również duże, umieszczenie dwu i więcej metrowych konstrukcji w pozycji pionowej nastręczało nie lada problemów konstrukcyjnych.

## Projekt

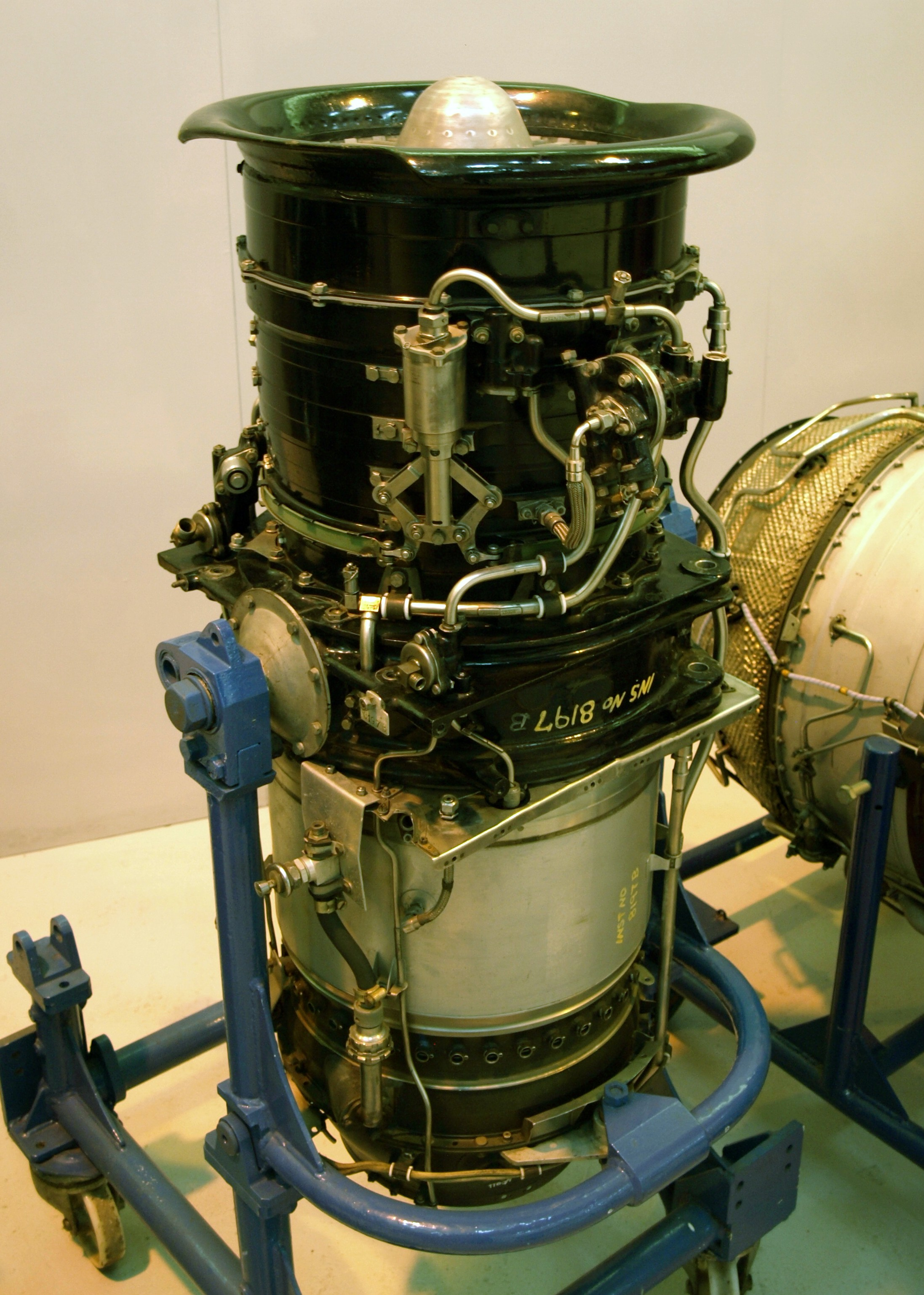
Silnik Rolls-Royce RB108

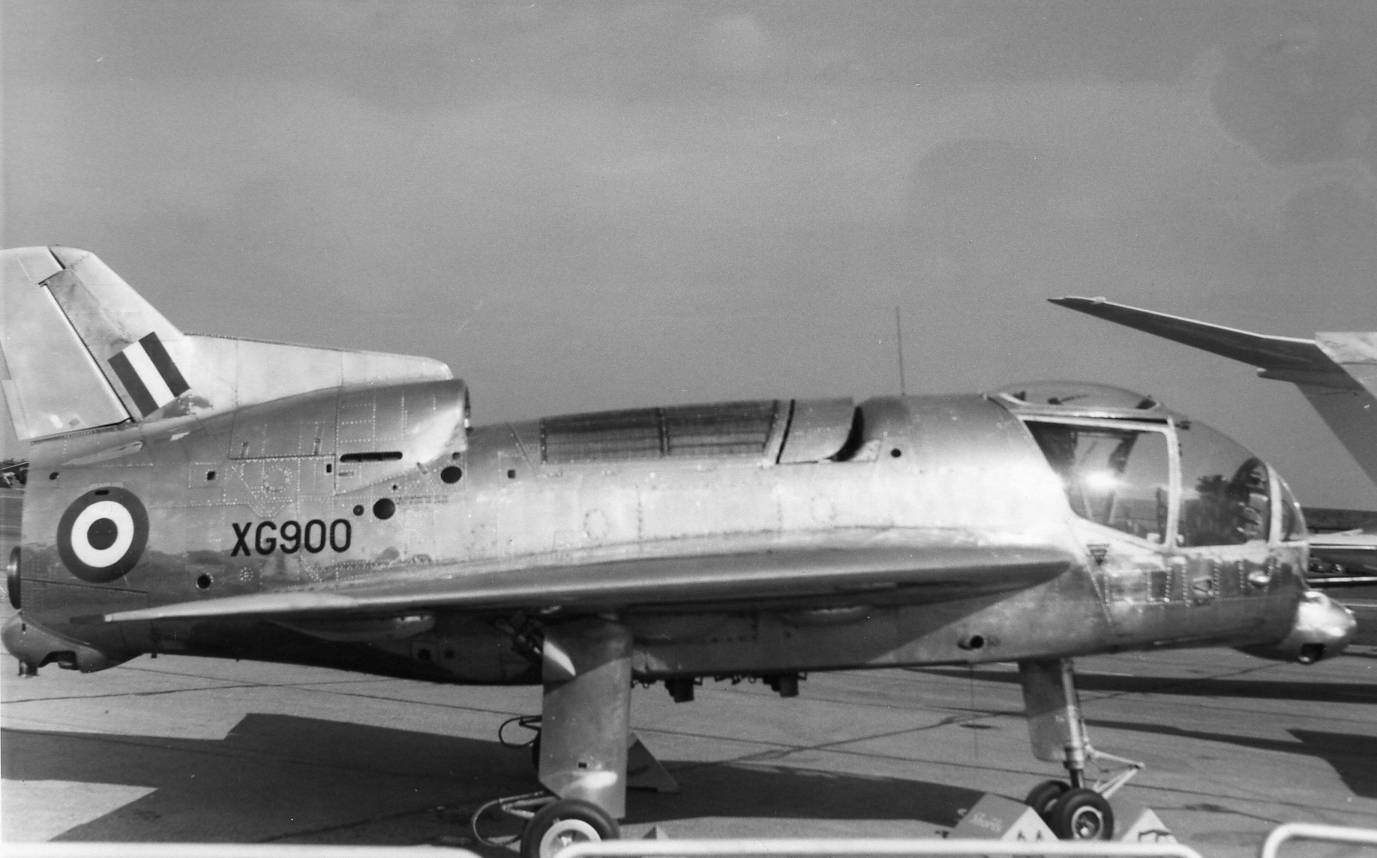
Short S.C.1 XG900

Sytuacja zmieniła się wraz z pojawieniem się silników konstrukcji Alana Griffitha, Rolls-Royce RB108. Był to niewielki silnik odrzutowy (118 centymetrów długości, 53 cm średnicy i masa 122 kg) przystosowany do pracy w pionowym położeniu. Mógł on również działać w pozycji poziomej. Silnik był zaopatrzony w czuły system sterowania wartością ciągu, umożliwiający precyzyjne i szybkie sterowanie tą wartością pracy silnika. Do budowy silnika przyczyniły się doświadczenia zebrane przy pracach nad Rolls-Royce Thrust Measuring Rig, w których Griffith brał udział. W 1953 roku, brytyjskie Ministry of Supply (Ministerstwo Zaopatrzenia) wydało specyfikacje ER.43, w której zawarło wstępne warunki techniczne jakie powinien spełniać nowy samolot przeznaczony do badań nad właściwościami VTOL. Do dalszych prac zaakceptowano projekt firmy Short Brothers, która na podstawie uściślonej specyfikacji ER.143D z 15 października 1954 roku rozpoczęła prace konstrukcyjne nad dwoma samolotami S.C.1 bo takie oznaczenie otrzymała nowa maszyna. Samoloty otrzymały numery XG900 i XG905. Samolot został zaprojektowany w układzie delta bez usterzenia poziomego. Z tyłu kadłuba umieszczono klasycznie poziomo pojedynczy silnik RB108, do którego niewielki wlot powietrza znajdował się nad kadłubem, przed statecznikiem pionowym, zadaniem silnika było zapewnienie odpowiedniego ciągu podczas lotu poziomego. W celu poprawy stateczności maszyny na całej długości kanału wlotowego zainstalowano płetwę grzbietową. Bogato oszklona kabina pilota znajdowała się w dziobie samolotu. W środkowej części kadłuba umieszczono cztery silniki RB108 ustawione pionowo, od góry przykryte były ażurową kratownicą. Maszyna posiadała trójzespołowe, stałem podwozie z przednim podparciem. W celu ochrony dolnej części kadłuba oraz skrzydeł przed wpływem gorących gazów wylotowych, zastosowano wysokie golenie podwozia. Pierwszy prototyp (XG900), posiadający jedynie tylny, pojedynczy silnik do swojego pierwszego loty wystartował 2 kwietnia 1957 roku, za jego sterami siedział pilot Tom Brook. Maszyna okazała się być wystarczająca sterowna aby podjąć dalsze prace. W drugim prototypie (XG905) zainstalowano już dodatkowe cztery silniki RB108 umieszczone pionowo. Pierwszy pionowy start i lądowanie, wykonane jeszcze na uwięzi odbyło się 26 maja 1958 roku. W tym samym roku, 25 października maszyna wykonała pierwsze swobodne lądowanie i start. 6 kwietnia 1960 roku S.C.1 wykonał pierwszy lot o pełnym profilu z pionowym startem, przejściem do lotu poziomego i pionowym lądowaniem. Sterowanie w locie pionowym odbywało się dzięki pneumatycznemu systemowi ruchomych dysz umieszczonych na końcach skrzydeł, w dziobie i u nasady ogona. System kanałów doprowadzał do nich gazy wylotowe bezpośrednio z nośnych silników turboodrzutowych. Samolot mógł być kontrolowany na trzy sposoby. W pierwszym z nich, wszystkie powierzchnie aerodynamiczne oraz dysze sterujące kontrolowane były przez pilota, w drugim z nich, pozycje dysz kontrolował autostabilizator oparty na systemie żyroskopowym a pozycje powierzchni aerodynamicznych kontrolował pilot i wreszcie całkowicie automatycznie, pozycje powierzchni aerodynamicznych i dysz sterujących kontrolował system żyroskopowy.

## Badania
Dzięki lotom obydwu samolotów zebrano bezcenne dane, które w przyszłości wykorzystano do prac nad samolotem Hawker Siddeley P.1127, protoplastą późniejszego Hawker Siddeley Harrier. Szerokiej publiczności S.C.1 zaprezentowano po raz pierwszy w 1960 roku podczas Farnborough Airshow i rok później w Paryżu podczas Salon International de l'Aéronautique et de l'Espace. Niestety podczas lotów testowych nie obyło się bez tragedii, 2 października 1963 roku rozbił się drugi prototyp grzebiąc w swoich szczątkach pilota. Maszyna została jednak odremontowana i posłużyła do dalszych badań. Najdłużej wykorzystywany był pierwszy prototyp bo aż do 1971 roku. Obecnie samoloty można oglądać w londyńskim Muzeum Nauki (pierwszy prototyp) i w Ulster Folk and Transport Museum w Belfaście